# Oxyacodon
Oxyacodon — це вимерлий рід кондилартів родини Periptychidae, ендемічний для Північної Америки під час раннього палеоцену, який жив від 66 до 63,3 млн років тому.

## Таксономія
Oxyacodon був названий Осборном і Ерлом (1895). Його вид — Oxyacodon apiculatus. Осборн і Ерл (1895) і Керрол (1988) віднесли його до Periptychidae; і до Conacodontinae Арчібальдом (1998), Еберлем (2003) і Міддлтоном і Дьюаром (2004).
У Нью-Мексико, Колорадо, Юті, Вайомінгу, Монтані, Північній Дакоті та Саскачевані були знайдені скам'янілості, що датуються стадією Пуеркан.